# Takecia Jameson
Takecia Jameson (née le 11 août 1989) est une athlète américaine spécialiste du 400 mètres haies. 

## Carrière

### Palmarès
| Année | Compétition                  | Lieu      | Résultat | Epreuve     | Performance   |
| ----- | ---------------------------- | --------- | -------- | ----------- | ------------- |
| 2008  | Championnats du monde junior | Bydgoszcz | 1re      | 400 m haies | 56 s 29       |
| 2008  | Championnats du monde junior | Bydgoszcz | 1re      | 4 x 400 m   | 3 min 30 s 19 |

### Records
| Épreuve          | Performance | Lieu        | Date         |
| ---------------- | ----------- | ----------- | ------------ |
| 100 mètres haies | 13 s 28     | Bloomington | 28 mai 2011  |
| 400 mètres haies | 55 s 97     | Eugene      | 24 juin 2011 |